# Milner's Kindergarten

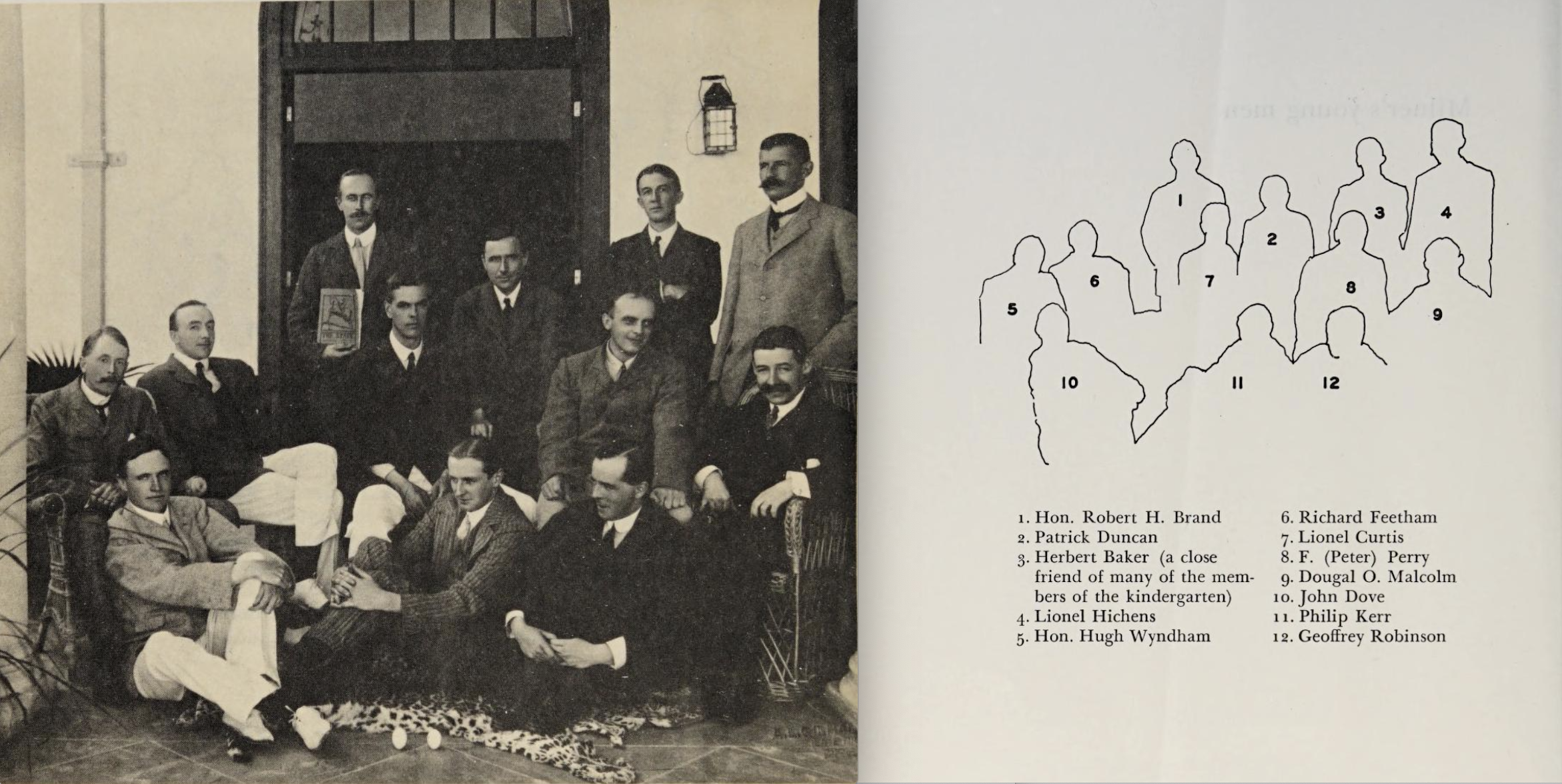
Milner's Kindergarten en Sudáfrica, 1902

Milner's Kindergarten (en español: Jardín de infantes de Milner) es una referencia informal a un grupo de británicos que sirvieron en el Servicio Civil Sudafricano a las órdenes del alto comisionado Lord Alfred Milner, entre la Segunda Guerra Anglo-Bóer y la fundación de la Unión de Sudáfrica. Ellos eran favorables a la Unión sudafricana y, por último, de una federación imperial del Imperio británico. Al retiro de Milner, la mayoría continuó en el servicio bajo el mando de William Waldegrave Palmer, el 2.º Conde de Selborne, que fue el sucesor de Milner. Muchos de estos hombres alcanzaron prominencia pública después de su experiencia sudafricana, de ahí la etiqueta de «jardín de infantes».
Otros miembros clave fueron:
- Sir Patrick Duncan: Gobernador General de la Unión Sudafricana, 1937-1943.
- Philip Henry Kerr, 11.º Marqués de Lothian: embajador británico en los Estados Unidos, 1939-1940.
- Robert Henry Brand, 1.er Barón Brand: director general de Lazard Brothers hasta 1944.
- Lionel Curtis: fundador del Royal Institute of International Affairs.
- Richard " Dick" Feetham: abogado, más tarde primer Presidente del tribunal supremo de la Unión Sudafricana.
- Geoffrey Dawson: editor de The Times, 1912-1917.
- John Buchan, 1.er Barón Tweedsmuir: novelista y Gobernador General de Canadá, 1935-1940.